# Liste de jeux vidéo de bowling
Cette liste de jeux vidéo de bowling recense des jeux vidéo de sport basés sur le bowling.
Légende :
- Jeu vidéo multi-sports intégrant le bowling : multi

- Haut – A
- B
- C
- D
- E
- F
- G
- H
- I
- J
- K
- L
- M
- N
- O
- P
- Q
- R
- S
- T
- U
- V
- W
- X
- Y
- Z

## 0-9
- 10 Pin Bowling
- 10th Frame

## A
- AMF Bowling 2004
- AMF Bowling Pinbusters!
- AMF Bowling World Lanes
- AMF Pro Bowl 3D
- AMF Xtreme Bowling 2006
- Animaniacs: Ten Pin Alley

## B
- Big Strike Bowling
- Black Market Bowling
- Bowling
- Brunswick Circuit Pro Bowling
- Brunswick Circuit Pro Bowling 2
- Brunswick Pro Bowling

## C
- Capcom Bowling
- Championship Bowling

## D
Pas d'entrée.

## E
- Elf Bowling 1 and 2

## F
- Family Bowling 3D
- Flintstones, The: Bedrock Bowling

## G
Pas d'entrée.

## H
- Hello Kitty Bowling
- High Velocity Bowling

## I
Pas d'entrée.

## J
Pas d'entrée.

## K
- Kinect Sports (multi)
- Kinect Sports Rivals (multi)
- King of Bowling
- King of Bowling 2
- King of Bowling 3

## L
- League Bowling

## M
- Milo's Astro Lanes

## N
- Nester's Funky Bowling
- Nice Price Series Vol. 07: World Tournament Bowling

## O
Pas d'entrée.

## P
- PBA Bowling
- PBA Pro Bowling
- Pocket Bowling

## Q
Pas d'entrée.

## R
- Rayman Bowling

## S
- Simple 1500 Series Vol. 18: The Bowling / Bowling
- Simple 2000 Series Vol. 24: The Bowling Hyper / Bowling Xciting
- Simpsons Bowling, The
- Sports Champions 2
- Star Bowling DX, The
- Strike Force Bowling
- Super Bowling

## T
- Ten Pin Alley
- Ten Pin Alley 2

## U
- Undead Bowling

## V
- Virtual Bowling

## W
- Wai Wai Bowling
- Waku Waku Bowling
- Wii Sports (multi)
- Wii Sports Resort (multi)
- Wii Sports Club (multi)

## X
Pas d'entrée.

## Y
Pas d'entrée.

## Z
Pas d'entrée.